# Blaine Willenborg
Blaine Willenborg (* 4. Januar 1960 in Miami, Florida) ist ein ehemaliger US-amerikanischer Tennisspieler.

## Leben
Willenborg war als Junior sowohl im Einzel wie auch im Doppel nationaler Ranglistenerster. Er wurde während seines Studiums der Psychologie an der UCLA zwei Mal in die Bestenauswahl All-American gewählt. Bei der Universiade 1979 in Mexiko-Stadt trat er im Doppel für die USA an und errang die Silbermedaille. Nach seinem Studienabschluss 1983 wurde er Tennisprofi.
Im Laufe seiner Karriere konnte er sieben Doppeltitel erringen. Seine höchste Notierung in der Tennisweltrangliste erreichte er 1984 mit Position 50 im Einzel sowie 1988 mit Position 13 im Doppel. Sein bestes Einzelergebnis bei einem Grand-Slam-Turnier war das Erreichen der zweiten Runde bei den French Open, wo er Jimmy Connors unterlegen war sowie eine Zweitrundenteilnahme bei den US Open. In der Doppelkonkurrenz erreichte er das Viertelfinale der US Open 1988 sowie 1985 und 1987 das Viertelfinale der French Open. Im Mixed stand er 1987 im Viertelfinale der US Open sowie 1989 im Viertelfinale der French Open.
Nach dem Ende seiner Tenniskarriere arbeitete Willenborg als Finanzberater für Merrill Lynch sowie später in leitender Funktion bei Morgan Stanley Smith Barney.

## Erfolge
| Legende                       |
| Grand Slam                    |
| Tennis Masters Cup            |
| ATP Masters Series            |
| ATP International Series Gold |
| ATP International Series (7)  |
| ATP Challenger Series (3)     |

| ATP-Titel nach Belag |
| Hartplatz (0)        |
| Sand (7)             |
| Rasen (0)            |
| Teppich (0)          |

### Doppel

#### Turniersiege

##### ATP Tour
| Nr. | Datum              | Turnier      | Belag | Partner          | Finalgegner                      | Ergebnis      |
| --- | ------------------ | ------------ | ----- | ---------------- | -------------------------------- | ------------- |
| 1.  | 25. September 1983 | Genf         | Sand  | Stanislav Birner | Joakim Nyström Mats Wilander     | 6:1, 2:6, 6:3 |
| 2.  | 16. September 1984 | Palermo      | Sand  | Tomáš Šmíd       | Claudio Panatta Henrik Sundström | 6:7, 6:3, 6:0 |
| 3.  | 23. September 1984 | Bordeaux     | Sand  | Pavel Složil     | Loïc Courteau Guy Forget         | 6:1, 6:4      |
| 4.  | 22. Juni 1986      | Athen        | Sand  | Libor Pimek      | Carlos di Laura Claudio Panatta  | 5:7, 6:4, 6:2 |
| 5.  | 10. Mai 1987       | München      | Sand  | Jim Pugh         | Sergio Casal Emilio Sánchez      | 7:6, 4:6, 6:4 |
| 6.  | 19. Juli 1987      | Indianapolis | Sand  | Laurie Warder    | Joakim Nyström Mats Wilander     | 6:0, 6:3      |
| 7.  | 28. Mai 1989       | Florenz      | Sand  | Mike DePalmer    | Pietro Pennisi Simone Restelli   | 4:6, 6:4, 6:4 |

##### Challenger Tour
| Nr. | Datum          | Turnier    | Belag | Partner      | Finalgegner                         | Ergebnis      |
| --- | -------------- | ---------- | ----- | ------------ | ----------------------------------- | ------------- |
| 1.  | 5. Juli 1981   | Turin      | Sand  | Lloyd Bourne | Jaime Fillol Željko Franulović      | 5:7, 6:4, 6:2 |
| 2.  | 12. Juli 1981  | Sanremo    | Sand  | Bob Berger   | Luca Bottazzi Francesco Cancellotti | 7:6, 6:3      |
| 3.  | 29. April 1984 | Marrakesch | Sand  | Terry Moor   | Jeremy Bates Michiel Schapers       | 6:4, 6:7, 9:7 |

#### Finalteilnahmen
| Nr. | Datum              | Turnier        | Belag       | Partner           | Finalgegner                   | Ergebnis      |
| --- | ------------------ | -------------- | ----------- | ----------------- | ----------------------------- | ------------- |
| 1.  | 1. Juli 1982       | South Orange   | Sand        | Jai DiLouie       | Raúl Ramírez Van Winitsky     | 3:6, 4:6, 1:6 |
| 2.  | 8. August 1982     | Indianapolis   | Sand        | Robbie Venter     | Sherwood Stewart Ferdi Taygan | 4:6, 5:7      |
| 3.  | 29. Juli 1984      | Washington (1) | Sand        | Drew Gitlin       | Pavel Složil Ferdi Taygan     | 6:7, 1:6      |
| 4.  | 5. August 1984     | North Conway   | Sand        | Cássio Motta      | Brian Gottfried Tomáš Šmíd    | 4:6, 2:6      |
| 5.  | 22. September 1985 | Bordeaux       | Sand        | Libor Pimek       | David Felgate Steve Shaw      | 4:6, 7:5, 4:6 |
| 6.  | 15. Juni 1986      | Bologna (1)    | Sand        | Claudio Panatta   | Paolo Canè Simone Colombo     | 1:6, 2:6      |
| 7.  | 14. Juni 1987      | Bologna (2)    | Sand        | Claudio Panatta   | Sergio Casal Emilio Sánchez   | 3:6, 2:6      |
| 8.  | 2. August 1987     | Washington (2) | Hartplatz   | Laurie Warder     | Gary Donnelly Peter Fleming   | 2:6, 6:7      |
| 9.  | 14. Februar 1988   | Lyon           | Teppich (i) | Michael Mortensen | Brad Drewett Broderick Dyke   | 6:3, 3:6, 4:6 |